# トリホスゲン
トリホスゲン (Triphosgene) または炭酸ビス(トリクロロメチル) (Bis(trichloromethyl) carbonate) は、化学式が (Cl3CO)2C=O と表される有機化合物である。有機合成においてホスゲンの代替として、塩素化、脱水縮合などの用途に用いられる。トリエチルアミンなどの作用で分解し、ホスゲン3分子を発生する。
トリホスゲンは白色の結晶で、分子量 296.75、融点 82 ℃、沸点 203–206 ℃ (760 mmHg) である。ジクロロメタン、THF、ベンゼン、ヘキサン、クロロホルムなど各種有機溶媒に可溶。やや催涙性があり、湿気に弱いので冷暗所に密封保存する。
1880年、炭酸ジメチルに光照射下塩素ガスを作用させることで初めて合成された。しかしその化学的性質が詳しく調べられ、試薬として普及したのは一世紀以上後、1980年代後半になってからである。

## 用途
ホスゲンは種々の反応に使用できる有用な試薬であるが、吸入により肺水腫を引き起こす猛毒の気体で化学兵器として利用されることから、販売および所持が制限される。これに対しトリホスゲンは安定な固体であり、トリエチルアミンや活性炭の存在下に溶液中で分解して3当量のホスゲンとなるため実験室レベルでも取り扱いやすく、広く利用されている。以下の説明で、「1当量」とは分解してできたホスゲンに対して1当量（トリホスゲン分子に対しては3当量）を意味する。
アミンとの反応
1当量の一級アミンとの反応で、イソシアナートを形成する。アミンが過剰量であると対称ウレアを形成する。アミンを1当量ずつ段階的に加えることにより、非対称ウレアを合成することも可能である。
アルコールとの反応
当量のアルコールと塩基の存在下で反応してクロロギ酸エステルを、過剰量のアルコールと反応して炭酸エステルを与える。1,2-または1,3-ジオールとは環状炭酸エステルを形成し、これは塩基性で脱保護できるジオールの保護基として有用である。アルコール、アミンを1当量ずつ順次加えることでカルバメートを合成することも可能である。
またトリフェニルホスフィンと併用することで、アルコールを対応する塩化物に変換することができる。DMSOとの組み合わせによれば、一・二級のアルコールは対応するアルデヒドまたはケトンへと酸化される（参考：スワーン酸化）。
アミド・オキシムとの反応
カルバモイル基(CONH2)及びアルドキシムは脱水され、ニトリルを与える。一級アミンのホルムアミドはイソニトリルを与える。
その他
イミダゾールと反応し、より穏やかな反応性の試薬カルボニルジイミダゾール (CDI) を与える。またビスフェノールA との反応では有用な合成樹脂ポリカーボネートを生成する。